# Agustín Giay
Agustín Giay, né le 16 janvier 2004 à San Carlos Centro (en), est un footballeur argentin qui évolue au poste de piston droit au SE Palmeiras.

## Biographie
Né à San Carlos Centro (en), Agustín Giay joue d'abord dans des clubs locaux, avant d'intégrer le centre de formation du San Lorenzo à l'âge de 13 ans,.

### Carrière en club
Agustín Giay fait ses débuts professionnels pour San Lorenzo le 19 avril 2022, étant titulaire lors de la victoire 1-2 à l'extérieur contre le CA Unión, en Copa de la Liga,,.
Il marque son premier but pour le club le 9 juillet 2022, lors d'un match à domicile contre Boca Juniors en Primera División, aidant son équipe à l'emporter 2-1 en marquant l'égalisation qui aboutira à cette victoire surprise,,.
Avec des joueurs comme Agustín Martegani (en), Iván Leguizamón, Jeremías James (es) ou encore Elián Irala, Giay fait alors partie d'une équipe de San Lorenzo particulièrement jeune, mais jugée tout autant prometteuse,,.

#### Disparition de 10% du pass
Dans le bilan 2021/22 officiellement présenté par San Lorenzo le 13 juin 2023, il apparaît que l'institution argentine possédait 90 % du laissez-passer d'Agustín Giay, laissant les 10 % restants perdus pour compléter les 100. Ces données ont attiré l'attention du Ciclón supporters, car Agustín (étant un jeune membre du club) n'avait jamais fait partie d'une autre entité professionnelle qui pourrait être propriétaire du pourcentage mystérieusement manquant. Cet événement a ensuite été poursuivi par Movete Boedo Movete (le mouvement des supporters du club) devant l'Inspection générale de la justice, qui a déclaré que de graves dommages matériels avaient été causés au club. Il est à noter que le bilan 2020/21 (le précédent) incluait la possession absolue de l'intégralité du dossier du joueur, perdu au cours de ces deux années. Cela était déjà arrivé aux dirigeants de Cuervo, à l'époque avec Bautista Merlini, et eux-mêmes affirmaient qu'il s'agissait d'une "erreur de frappe".

### Carrière en sélection
Agustín Giay est international argentin en équipes de jeunes, ayant notamment joué avec les moins de 15 ans à partir de 2019,.
En mai 2023, il est sélectionné par Javier Mascherano pour la Coupe du monde avec les moins de 20 ans, dont il porte le brassard de capitaine. Néanmoins les argentins sont privés de plusieurs de leurs meilleurs jeunes, retenus par leur club pour ce tournoi hors calendrier de la FIFA, à l'image d'Alejandro Garnacho, Facundo Buonanotte ou Nico Paz,.
Capitaine et titulaire lors de la compétition qui a lieu en Argentine, Agustín Giay permet notamment aux siens de se qualifier pour les huitièmes de finales, où les Argentins échouent cependant face au Nigeria,.